# Viggo Stuckenberg
Viggo Stuckenberg (Vridsløselille, 17 settembre 1863 – Copenaghen, 6 dicembre 1905) è stato un poeta danese.
Inizialmente interessato da Edvard Brandes e dal naturalismo, divenne in seguito con Johannes Jørgensen e Sophus Claussen uno dei più accesi simbolisti danesi.

## Opere
- Digte (poesia, 1886)
- I Gennembrud (racconto, 1887)
- Messias (racconto, 1889)
- Fagre Ord (romanzo, 1895)
- Valravn (romanzo, 1896)
- Flyvende Sommer (poesia, 1898)
- Vejbred (fiabe e leggende, 1899)
- Sne (poesie, 1901)
- Aarsens Tid (poesia, 1905)
- Sidste Digte (poesia, 1906)